# Plecotus taivanus
Oreillard de Taïwan
Espèce
Statut de conservation UICN

 NT  : Quasi menacé
L’Oreillard de Taïwan (Plecotus taivanus) est une espèce de chauves-souris de la famille des Vespertilionidae.

## Répartition
Cette espèce est endémique de Taïwan.

## Taxinomie
L'espèce est décrite en 1991 par le mammalogiste japonais Mizuko Yoshiyuki (d) (1932-).

## Publication originale
- (en) Mizuko Yoshiyuki, « A New Species of Plecotus (Chiroptera, Vespertilionidae) from Taiwan », Bulletin of the National Science Museum. Series A: Zoology, 科博, vol. 17, no 4,‎ décembre 1991, p. 189 (ISSN 0385-2423 et 2434-0901, lire en ligne).